# Тетерук лучний
Тетерук лучний (Tympanuchus cupido) — вид куроподібних птахів родини Фазанові (Phasianidae).

## Опис
За величиною трохи менший за звичайного тетерука, але відрізняється від нього двома пучками довгого пір'я з боків шиї. Під цими пучками ховаються голі ділянки шкіри і підшкірні мішки, сполучені з дихальним горлом. Навесні під час токування надуває ці мішки і видає звуки, подібні на дріб на великому барабані. За загальним виглядом луговий тетерук нагадує глухаря, а за своїми рухам — домашніх курей. Самець і самиця мають однакове строкате забарвлення з темними поперечними смугами на нижній стороні.

## Поширення
Поширений луговий тетерук у Північній Америці, де населяє безлісні рівнини. Найчастіше тримається на сухих галявинах, порослих рідкими чагарниками або низькою травою. Не уникає луговий тетерук та оброблених полів, куди нерідко виходить годуватися.

## Спосіб життя
Луговий тетерук переважно наземний птах. На дерева він сідає тільки в погану погоду або для того, щоб погодуватись ягодами. Навесні луговий тетерук, як і звичайний тетерев, збирається на групові токування, що супроводжуються переслідуванням птахами один одного, своєрідними позами і бійками. У квітні -травні самиця влаштовує на землі гніздо у вигляді ямки з мізерною вистилкою, куди відкладає 8-12 великих чисто-білих яєць. Висиджування яєць триває 18-19 днів. До жовтня пташенята досягають величини дорослих. У цей час птахи збираються в зграї, які тримаються всю зиму.
Харчується луговий тетерук як рослинним, так і тваринним кормом. З першого він поїдає кінчики молодого листя, насіння диких і культурних рослин, всілякі ягоди; з другого — різних комах та їхніх личинок, равликів і інших безхребетних тварин. Луговий тетерук належить до числа популярних мисливсько-промислових птахів.